# La Virgencita de la Candelaria
La Virgencita de la Candelaria är en ort i Mexiko.   Den ligger i kommunen Calakmul och delstaten Campeche, i den östra delen av landet, 1 000 km öster om huvudstaden Mexico City. La Virgencita de la Candelaria ligger 219 meter över havet och antalet invånare är 435.
Terrängen runt La Virgencita de la Candelaria är platt. Runt La Virgencita de la Candelaria är det mycket glesbefolkat, med 2 invånare per kvadratkilometer. Närmaste större samhälle är Ingeniero Ricardo Payro Jene, 16,7 km nordväst om La Virgencita de la Candelaria. I omgivningarna runt La Virgencita de la Candelaria växer i huvudsak städsegrön lövskog.